# 주세페 피오렐리

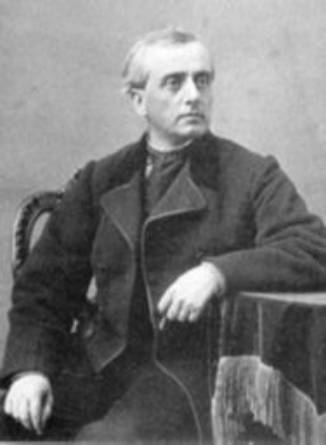
주세페 피오렐리

주세페 피오렐리(Giuseppe Fiorelli, 1823년 – 1896년) 은 이탈리아 나폴리 출신 고고학자이다. 폼페이 발굴에 참여했다.

## 생애
피오렐리는 1823년 6월 7일 나폴리에서 태어났다. 폼페이에서의 그의 초기 작업은 1848년에 완료되었다. 그 후 그는 고고학에 대한 그의 급진적인 접근과 강한 민족주의적 감정으로 인해 나폴리의 왕인 페르디난트 2세와 곤경에 빠지게 되었기 때문에 얼마 동안 투옥되었다. 정치범으로 수감되어 있는 동안 그는 폼페이 골동품의 역사(History of Pompeian Antiques, 1860–64)라는 제목의 3권짜리 작품을 제작했다. 그 후 그는 나폴리 대학의 고고학 교수이자 발굴 책임자(1860~75)가 되었으며 1863년부터 나폴리 국립 고고학 박물관의 관장을 겸임했다.
1860년 이탈리아 통일과 함께 폼페이의 법적 지위는 군주가 개인 소장품을 수집하거나 저명한 외국 손님에게 유물을 선물하기 위해 이 사이트를 사용할 수 있는 왕실 소유에서 국가 소유로 변경되었다. 피오렐리는 교육감으로 임명되었고 그는 폼페이를 서구 문명의 과거를 엿볼 수 있고 현대 세계보다 먼저 간 사람들을 이해하기 시작하기 위해 방문해야 할 장소로 만들기 위해 발굴 작업을 관리하기 시작했다. 피오렐리는 고대 도시 내의 각 구조를 식별하기 위해 주소 시스템을 개발했다. 그런 다음 현장에 남겨진 프레스코화를 복사하고 분류하는 데 집중했다.
1870년에 피오렐리는 게레미아 디스칸노에게 폼페이에서 발굴된 프레스코화를 복사하기 시작하도록 의뢰했다. 1873년에 출판된 피오렐리의 "1861년부터 1872년까지의 폼페이 발굴"에는 1870년에서 1872년 사이에 제작된 디칸노의 치밀한 드로잉이 50점 이상 나열되어 있다.
폼페이 발굴 책임자로서 피오렐리는 프로젝트를 위해 완전히 새로운 시스템을 도입했다. 그는 거리를 먼저 발굴하는 대신 1층에서 집을 발굴하기 위해 위에서 아래로 주택을 발굴하는 시스템을 도입했다. 발견된 모든 것을 보존하는 더 좋은 방법이다. 이런 식으로 발굴 중에 수집된 데이터는 고대 건물과 그 내부의 복원을 돕는 데 사용될 수 있었다. 비록 가장 중요한 벽화와 모자이크는 여전히 벗겨져 나폴리로 운반되었지만. 피오렐리는 또한 마을의 지형을 '지역', '인술래', '도무스' 체계로 나누었는데, 이는 오늘날에도 여전히 사용되는 참조 형식이다.
피오렐리는 그의 이름을 딴 공정인 피오렐리 공정으로 생산되는 석고 모형(칼키)으로 가장 잘 알려져 있다. 그는 시체나 다른 유기 물질이 재에 묻힌 곳이 시간이 지남에 따라 썩어서 구멍이 생겼다는 것을 깨달았다. 굴삭기가 그러한 구멍을 발견할 때마다 파리 석고를 부어 굳게 두었다. 그런 다음 회반죽 주변의 재를 조심스럽게 제거하여 사람이나 동물이 죽은 순간의 회반죽 복제품을 남겼다. 이 과정은 사람들이 화산 폭발로 어떻게 사망했는지, 마지막 순간에 무엇을 하고 있었는지, 어떤 종류의 옷을 입었는지에 대한 정보를 제공했다.
피오렐리는 외국 학자들을 환영하는 태도로 유명했다. 그는 외국인과 이탈리아인이 고고학 기술을 배울 수 있는 훈련 학교를 설립했으며 폼페이에서 사용된 재료와 건축 방법에 대해 특별히 연구했다. 그의 재임 기간 동안 많은 저명한 학자들이 폼페이 유적을 연구하기 위해 왔다. 여기에는 1882년에 폼페이 그림을 다양한 장식 스타일로 분류하는 시스템을 만든 아우구스트 마우가 포함된다. 마우의 작업은 여전히 이러한 고대 로마 그림 연구를 위한 표준 프레임워크를 제공한다.
1875년에 피오렐리는 이탈리아 골동품 및 순수 예술의 총장이 되어 20년 후 사망할 때까지 이 직책을 맡았다. 폼페이에서의 그의 작업은 미셸 루지에로, 줄리오 데 페트라, 에토레 파이스 및 안토니오 솔리아노에 의해 계속되었으며, 그들은 내부에 남아있는 벽화와 모자이크를 보호하기 위해 나무와 타일로 집 지붕을 복원하기 시작했다.
피오렐리는 1896년 1월 28일 나폴리에서 알 수 없는 원인으로 사망했다.